# .45GAP弾
.45GAP弾は、オーストリアのグロック社が.45ACP弾を元に開発した、拳銃用の実包（カートリッジ）である。GAPはGlock Automatic Pistolを表す。

## 概要
プラスチックフレームを採用したグロックシリーズの.45口径型のために2003年、CCIスピアー社のアーネスト・ダラムによって開発された。アメリカ市場における.45ACP弾のストッピング・パワーへの信頼は現在も根強い。しかし、それを使用するグロックシリーズのグロック21でグリップが太くなり、握りにくくなってしまう事態が発生し、それを改善するために弾頭部の口径はそのままに、全長を3mm短くし、初速を若干速めたものである。しかしながら、ストッピング・パワーの低下は最小限に抑える事が出来ている。
開発から3年後の2007年のSHOTショーで公開となり、本弾薬を使用するM37は、ニューヨーク、サウスカロライナ、ノースカロライナ、ミズーリ、ジョージア、フロリダ等の州警察、ハイウェイ・パトロールで制式採用された。しかし、.45ACP弾とは互換性が無く、性能もさほど画期的で無い中途半端な物であるため、民間ではまだ需要はあるが、2019年現在となってはこの弾薬離れが進んでいるという。

## この弾薬を使用する主な銃
- グロック37
- グロック38
- グロック39
- スプリングフィールドXD